# Underground Sound of Lisbon
Underground Sound of Lisbon (ou apenas USL) foi um projecto de música de dança entre Rui da Silva (inicialmente conhecido como Doctor J) e DJ Vibe (Tó Pereira). 

## Percurso
O projecto iniciou-se em 1993. O primeiro disco da recém-formada editora Kaos, a primeira editora portuguesa de música de dança, foi "Chapter One" do projecto Underground Sound Of Lisbon. Tó Pereira (Dj Vibe), Rui da Silva e António Cunha, foram os fundadores da Kaos Records.
A faixa do lado B, "So Get Up" com letras e vocais do poeta californiano, Ithaka (Ithaka Darin Pappas), foi um grande sucesso tendo sido licenciado para a norte-americana Tribal Records.  Além das remisturas, a parte vocal de Ithaka apareceu deste lancamento americano sozinho e posteriormente foi remisturada e samplado mais de mil vezes. Hoje em dia, o poema So Get Up é considerado a vocal acapella mais samplado na história da música, e também pode ser considerado entre os mais famosos exemplos de poesia literária já escritos em Portugal, ao lado dos trabalhos de Fernando Pessoa e de Luís de Camões. 
O grupo fez remisturas para vários projectos. Em 1998 foi editado o álbum "Early Years".
Em 2000 lançaram o álbum "Etnocity" com remisturas para vários artistas, entre eles Maria João.
Em 2004 foi editado um disco comemorativo do 10º aniversário do lançamento de "So Get Up".
Em 2014, os USL juntaram-se para fazerem um dj set no Rock in Rio-Lisboa.

## Discografia

### Álbuns
- 1998 Early Years - The Singles Collection 1993/1998 - Kaos
- 2000 Etnocity - Universal
- 2004 So Get Up - 10TH ANNIVERSARY EDITION - Kaos

### Singles
- 1993 "Chapter One"
- 1994 "So Get Up" (letras e vocais por: ithaka)
- 1997 "Chapter Two"
- 1998 "Are You Looking For Me" (com Celeda)
- 2000 "The Lights"
- 2000 "African Dreams" (com Filipe Mukenga)
- 2001 "Etnocity Album Sampler" (com Maria João & Mário Laginha)
- 2002 "So Get Up 2002" (letras e vocais por: ithaka)
- 2007 "So Get Up 2007" (letras e vocais por: ithaka)

### Compilações
- Kaos Totally Mix (1995) - So Get Up (Original & King Size mix)/Dance With Me
- Kaos Totally Mix 2 (1995) - Music So Good
- Onda Sonora (1998) - Hailwa Yange Oike Mbela (Remix)  com Filipe Mukenga

### Outros
- 1997 "Goosebumps" (como NYLX, USL com Danny Tenaglia e Claudia Radbauer)

## Early Years
- Intro
- Dance With Me - Underground Sound Of Lisbon
- Bottom Heavy - Danny Tennaglia
- New Departure - Lisboa Underground
- The Horn Ride - en
- Me Gusta - Underground Sound Of Lisbon
- Deeper&deeper, higher&higher
- In The backroom - Underground Sound Of Lisbon
- Goosebumps - nylx featuring Lula Grelhada
- Hear It Grow
- So Get Up - Underground Sound of Lisbon
- Free 98 - Ultra Naté
- Hit the Button
- Music So Good - Underground sound Of Lisbon
- Love Revolution - misterious people (Usl Mix)
- Outro

## Etnocity
- Lounge - Underground Sound of Lisbon
- 105.5939 - Underground Sound of Lisbon
- Mujan - Underground Sound of Lisbon
- Momento breve nº 2" - Underground Sound of Lisbon
- Saris e Capolanas - Maria João e Mário Laginha - single contém 2 versões da remistura de "Saris e capolanas"
- Cimmerian - Rão Kyao
- Oye Como Vá - Ciganos d' Ouro
- Taco a Taco - Amélia Muge
- Ciao xau Macau - Gaiteiros de Lisboa
- Ironia de um Forró - Bernardo Sasseti